# Trekanten, Hälsingland
Trekanten är en sjö i Ovanåkers kommun i Hälsingland och ingår i Ljusnans huvudavrinningsområde. Sjöns area är 0,026 kvadratkilometer och den befinner sig 246 meter över havet.